# 雅麗華
雅 麗華（みやび れいか、1965年6月29日 - ）は、東京都台東区出身の元ストリッパー。浅草ロック座所属。
浅草ロック座のトップスターとして活動。3歳から始めた日舞とラスベガス仕込みの洋舞の両方をこなす、ストリッパーのサラブレッド。身長150cm・スリーサイズはB78・W56・H83、血液型はA型。

## 来歴・人物

### 誕生 - 少女期
台東区浅草のロック座近くの実家で育つ。母親もストリッパーで、父親はロック座の照明係。当人は劇場の楽屋で生まれて楽屋で育ったとも話している。
3歳から始めた日舞を習い始め、小学6年生の時まで続けた。中学生になってからはモダンダンスを始める。当人の養母であった斎藤智恵子によると、「小学生の頃はおとなしい、泣きべその子。中学生になってからは、付き合う仲間はみんな男の子で、ケンカが好きだった。しかし家では遊ぶ友達はいなかった」と話している。
しかしその小学生の頃に母親が当人と妹と父親を残して蒸発、その2年ほど後に父親が亡くなっている。
15歳の時に高校の入学手続きはしたものの、その直後に家出、名古屋市内の喫茶店で17歳まで住み込みで働くなど、高校へも行かずに放浪生活を続けた。その後、長野県の上山田温泉で、ロック座の姉妹劇場である当地の劇場の経営者を務めていた、養母となる斎藤の長女に発見され、東京へ戻される。

### ストリッパーの道へ
1984年11月から、ロック座で最初事務員として勤務、経理の勉強をしていた。そして営業を再開したロック座の舞台を見るうちに「こんなきれいな舞台なら踊ってみたい」と思うようになる。その思いに斎藤は「あの子だけは絶対に踊り子にはさせたくなかった」として猛反対するものの、どうしてもやりたいという願いに根負けし、「どうせやるならとことんやれ」と最後には許した。「斎藤のママがあの子（麗華）を可愛がってきたのは、踊り子にさせるためだったのか」と言われるのが悔しいからということで、正式に養女となることがストリッパーになるための条件であった。当時は妹が養護施設におり、妹の学費を稼ぐため、また自分を引き取ってくれた斎藤への恩返しをしたい、との考えもあった。そして1985年8月1日浅草ロック座よりデビュー。
舞台では、それまでのストリップの舞台で主流であった白黒ショー、まな板ショー（舞台の上で性行為を見せるショー）が、バブル崩壊と共に飽きられ始めたこともあって、本格的なダンスを見せることを心がける。後輩である千堂あやかによれば、「追っかけ」と呼べるファンも多く、ファン同士で「今日は雅隊が来ている」と噂しているときもあったという。舞台のみならず、テレビ番組や雑誌でも人気を呼ぶ。テレビ出演を通じて人気も向上し、熱烈なファンレターも受け取るようになる。20歳代の頃にはロリコンファンからも支持を受ける。1985年、日本テレビ・よみうりテレビ『11PM』より、第15回『イレブン大賞』を受賞。
後にアメリカ・ラスベガスに留学し、ショーダンサーとしての勉強を積む。
1987年には、カナダ・バンクーバーでの海外公演も務める。
23歳のときに結婚して、翌年に長男をもうけるも、31歳で離婚。シングルマザーとなるが、その後も人気を維持し続ける。相談できる相手がそばにいなかったこともあって、プレッシャーにより3回の失踪を経験するものの、結局は復帰しており、「やっぱりロック座からは離れられない」と語っている。

### 引退、その後
腰痛でダンスが困難になり始めた矢先の2006年8月、階段からの転落で左足を骨折。このことを機に、引退を決意する。2007年1月30日・所属先の浅草ロック座の公演を最後に引退。数十人のファンが花束を持って列をなして引退を惜しみ、超満員の引退ステージで、21年間に及ぶストリッパー人生を終える。この引退の模様は、翌日にスポーツ紙に加えて一般紙でも報道される。
引退後は日本舞踊を中心とした振付師として、踊り子の振り付けなど後進の指導を行う。2010年にはファンとの交流の場所として、浅草・本山東本願寺そばにカラオケパブ「ラウンジ麗華」を開店。2012年には移転して業態を変更、「居ざっく 雅麗華の店」を開店（「居ざっく」は居酒屋とスナックの中間の意味）。2013年からはダンスチーム「サヴァビアン」のゲストダンサーとして、定期公演にも参加している。

## 評価
3歳のときに初めて斎藤智恵子に逢い、レコードに合わせて踊りを披露しており、藤は後年に当時のその姿を振り返って、「3歳にしてポップスと演歌の踊り方を区別していた」「将来ストリッパーになるんじゃないかと、末恐ろしかった」と語っている。
ストリッパーとしてのデビュー後、1986年当時、同じロック座のダンサーだったカレン・ジュニアは「研究熱心な子」「若い子であれだけ踊れる子は珍しい」と評していたことがある。
ロック座の振付担当を務めた役者・コメディアンの小山雄二郎は「踊りは天才的」と評し、写真家の原芳市は「すべてをさらけだし、裸で踊ることの潔さを感じる」「日本舞踊も洋舞も、とにかくうまい」「踊り子の中の踊り子」と絶賛している。ロック座に通い続けている出版プロデューサーの高須基仁も、「ストリッパーとしての踊りは天才的」「浅草ロック座のスーパースター」と呼んでいる。
母がストリッパーであったことから「ヌード界のサラブレッド」との声もある。